# Ella Philip
Ella Philip (* 1905 in Timișoara; † 1976 ebenda) war eine rumänische Pianistin und Musikpädagogin.

## Leben und Wirken
Philip studierte an der Musikakademie in Budapest und an der École Normale de Musique de Paris bei Alfred Cortot. Sie trat als Konzertpianistin und als Mitglied des Cuteanu-Quartetts auf und unterrichtete Klavier am Kunstinstitut und der Musikschule ihrer Heimatstadt. Ihre bedeutendsten Schüler waren die Pianisten Paul Dan und Andrei Deleanu. Die Pianistin und Hochschullehrerin Felicia Maria Stancovici initiierte 2006 den internationalen Klavierwettbewerb „Ella Philip“ (Concursul Internaţional de pian „Ella Phillipp“). Es ist der erste Konzertwettbewerb für Klavier und Orchester Rumäniens.